# Tubo endotracheale

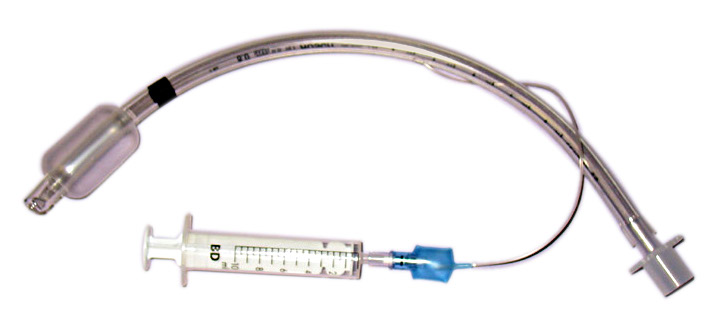
Un tubo endotracheale con la cuffia gonfiata con una siringa

Il tubo endotracheale è un presidio medicale utilizzato durante la manovra di intubazione.
È un tubo, spesso monouso, che viene inserito nella trachea del paziente, tipicamente mediante l'utilizzo di un laringoscopio e attraverso la bocca; esistono anche tubi per intubazione naso-tracheale e per cricotirotomia.
Un tempo le sonde tracheali erano in metallo; ne sono state costruite con gomma e lattice, anche se oggi vengono utilizzati materiali sintetici come vinile, polietilene e silicone, meglio tollerati dall'organismo.
I tubi hanno sezione circolare e possono avere sia una forma predefinita e fissa che essere flessibili: questi ultimi, per essere inseriti, possono essere modellati attraverso un filo rigido, detto mandrino, che sarà poi rimosso una volta ultimato l'inserimento. Quelli preformati, invece, hanno una conformazione circolare con un raggio di circa 14 centimetri. La forma arcuata facilita la manovra, ma non sempre si adatta all'anatomia del paziente: il tubo infatti può provocare forti pressioni sui denti, sulla base della lingua, sulla parte posteriore della laringe e su quella anteriore della trachea, e di conseguenza lesioni post-intubazione.
I tubi hanno diametri diversi per adattarsi alle dimensioni dell'orifizio glottico, e possono essere espressi secondo diverse scale: quella di Magill impiega una numerazione arbitraria, quella francese indica il triplo del diametro esterno in millimetri (Charrière) mentre quella inglese il diametro interno, sempre in millimetri. Gli standard attuali prevedono l'utilizzo del diametro interno (ID) del tubo in millimetri, che deve essere marchiato sul tubo.
La parte prossimale del tubo, che sporge dalla bocca, ha un raccordo ISO da 15 mm per essere collegato al sistema di ventilazione artificiale, come un respiratore automatico, un pallone ambu o un va e vieni.
Molti tubi hanno inoltre un piccolo palloncino a pochi millimetri dall'estremità distale, quella inferiore, che può essere gonfiato dall'esterno tramite un'iniezione d'aria in un apposito condotto che sporge all'esterno, in modo da aderire perfettamente alla parete tracheale: in questo caso si dice che il tubo è cuffiato. Questo impedisce l'ingresso di liquidi, per esempio gastrici, nei polmoni, evita che l'aria possa fuoriuscire ed infine stabilizza il tubo nella giusta sede.